# آرتونیه
آرتونیه (به ایتالیایی: Artogne) یک کومونه در ایتالیا است که در استان برشا واقع شده‌است. آرتونیه ۲۱ کیلومتر مربع مساحت و ۳٬۵۹۱ نفر جمعیت دارد و ۲۶۶ متر بالاتر از سطح دریا واقع شده‌است.